# Portes d'orgue avec des saints

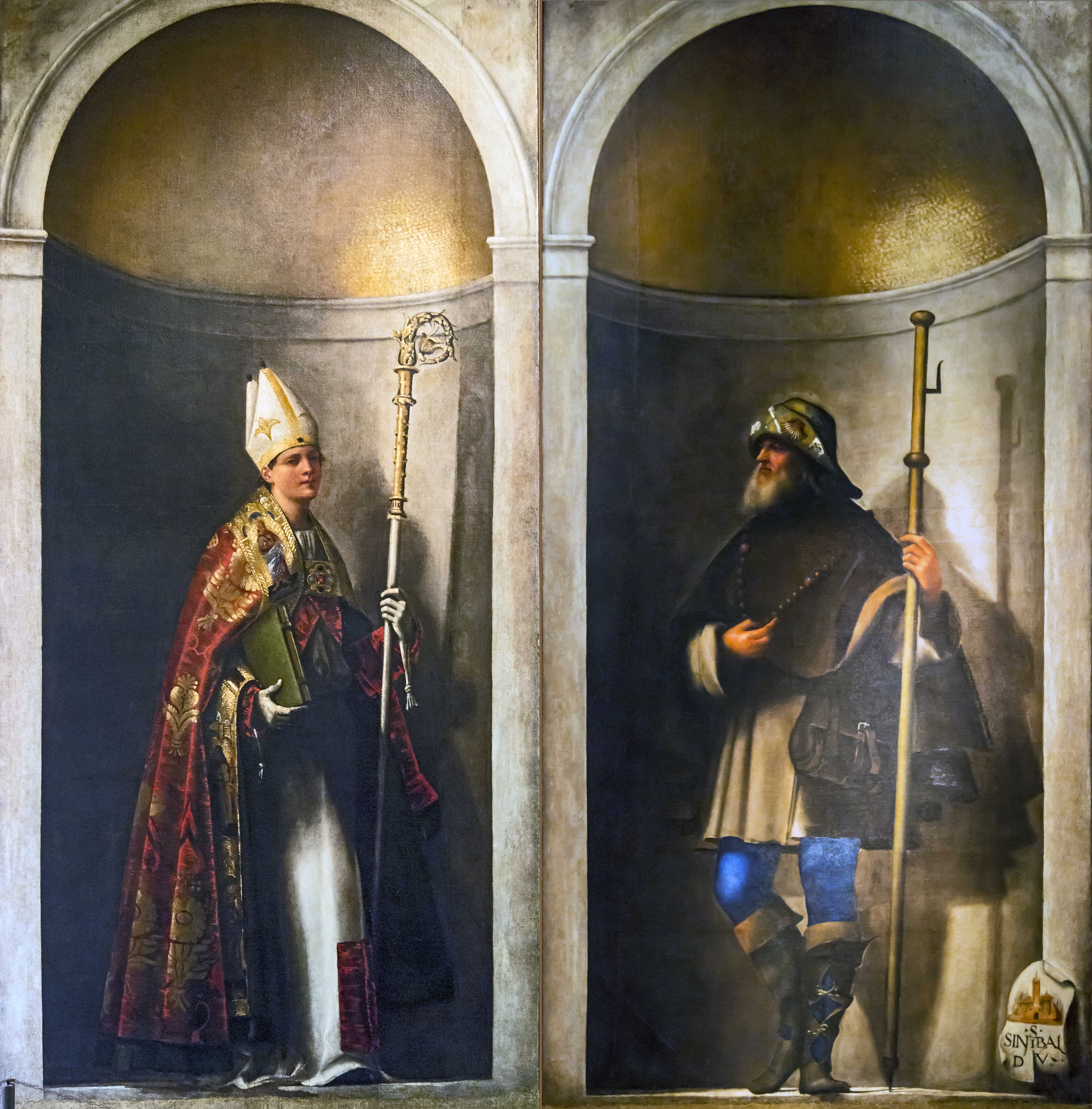
Portes ouvertes.

Les portes d'orgue avec des saints sont un ensemble de quatre peintures à l'huile sur toile réalisées recto-verso (293 × 137 cm chacune) par Sebastiano del Piombo pour l'église San Bartolomeo à Venise vers 1509 et conservées aux Galeries de l'Académie de Venise.

## Histoire
La peinture des portes a été commandée par Alvise Ricci, vicaire de l'église de 1507 à 1509, probablement avec la participation de marchands allemands qui fréquentaient l'église (d'où la présence de saint Sébald, saint patron de Nuremberg).
C'est l'une des premières œuvres  de Sebastiano del Piombo qu'il réalise seul. Conservées longtemps dans l'église, elles ont fait l'objet de restaurations et de repeints qui rendent plus difficile la lecture de la surface picturale.

## Description et style
Les portes fermées montrent les saints Barthélemy et Sébastien sous un arc classique, entre des colonnes adossées aux piliers et sur un fond sombre ; l'une des colonnes a également une fonction narrative : Sébastien y est attaché, qui y a subi le martyre en étant criblé de flèches.
Les portes ouvertes montrent les saints Louis d'Anjou et Sébald, émergeant avec une force plastique étonnante de niches faiblement éclairées dont le capuchon est recouvert de mosaïques dorées selon le style byzantin-vénitien qui a déjà été utilisé dans les retables de Giovanni Bellini.
Il convient de noter la représentation des détails (la riche chape de l'évêque Louis, les vêtements de pèlerin de Sébald), avec une palette lumineuse. La fusion entre les sujets et l'espace, opérée à travers l'atmosphère nuancée et enveloppante, renvoie à l'école de Giorgione, tout comme le sentiment de contemplation silencieuse.

## Analyse
Les saints sont représentés grandeur nature : saint Barthélémy et saint Sébastien se découpent contre l'intérieur dans l'ombre d'une niche profonde. Sur la face extérieure des portes, saint Louis et saint Sébald se tiennent chacun dans une niche de mosaïque dorée. La palette est superbe : saint Louis, en chape de brocart rouge et or avec une aube blanche barrée de rubans rouge sombre forme un contraste avec saint Sébald en lie de vin et gris ; tous deux baignent dans la lumière qui vient de la gauche, projette une ombre épaisse dans les niches et se reflète sur les personnages. Les couleurs de l'extérieur contrebalancent celles de l'intérieur ; l'effet est inversé : saint Barthélémy, en manteau violé bordé de vert couvrant une robe rouge foncé, offre un contraste marqué avec saint Sébastien à la nudité éblouissante dont la riche carnation est soulignée par un pagne blanc. La grâce et l'assurance des saints ont un aspect très toscan, inattendu à Venise, qui évoque l'influence de Fra Bartolomeo, présent à Venise en 1508 ; le décor architectural, inspiré des Conversations sacrées de Bellini, possède une ampleur et une simplicité inhabituelles et assez florentines.

## Articles annexes
- Haute Renaissance
- Renaissance vénitienne